# Lenisa
Lenisa is een geslacht van nachtvlinders uit de familie Noctuidae.

## Soorten
De volgende Europese soorten zijn bij dit geslacht ingedeeld:
- Lenisa geminipuncta (Haworth, 1809) Gestippelde rietboorder
- Lenisa wiltshirei (Bytinski-Salz, 1936)